# Lista de presidentes de Chipre
O Presidente de Chipre é o chefe de estado e de governo da República de Chipre. O cargo foi criado em 1960, após Chipre se ter tornado independente do Reino Unido. Atualmente, o titular do cargo é Nikos Christodoulides, assumindo o cargo em 1 de março de 2023.

## Lista dos Presidentes da República de Chipre (1960-Presente)
| #   | Nome                        | Retrato | Início do mandato                  | Fim do mandato                       | Partido político                         |
| --- | --------------------------- | ------- | ---------------------------------- | ------------------------------------ | ---------------------------------------- |
| 1   | Arcebispo Makarios III      |         | 16 de agosto de 1960               | 15 de julho de 1974 (deposto)        | Nenhum                                   |
| —   | Glafcos Clerides (interino) |         | 23 de julho de 1974                | 7 de dezembro de 1974                | Partido Unificado Unido                  |
| (1) | Arcebispo Makarios III      |         | 7 de dezembro de 1974 (restaurado) | 3 de agosto de 1977 (morto no cargo) | Nenhum                                   |
| 2   | Spyros Kyprianou            |         | 3 de setembro de 1977              | 28 de fevereiro de 1988              | Partido Democrata                        |
| 3   | George Vasiliou             |         | 28 de fevereiro de 1988            | 28 de fevereiro de 1993              | Democratas Unidos                        |
| 4   | Glafcos Clerides            |         | 28 de fevereiro de 1993            | 28 de fevereiro de 2003              | Aliança Democrática                      |
| 5   | Tassos Papadopoulos         |         | 28 de fevereiro de 2003            | 28 de fevereiro de 2008              | Partido Democrata                        |
| 6   | Dimitris Christofias        |         | 28 de fevereiro de 2008            | 28 de fevereiro de 2013              | Partido Progressista do Povo Trabalhador |
| 7   | Nicos Anastasiades          |         | 28 de fevereiro de 2013            | 1 de março de 2023                   | Aliança Democrática                      |
| 8   | Nikos Christodoulides       |         | 1 de março de 2023                 | Incumbente                           | Independente                             |